# 雑賀隆知
雑賀 隆知（さいか たかとも）は、戦国時代から安土桃山時代にかけての武将。大内氏、毛利氏の家臣。父は雑賀範治。嫡男は雑賀隆利。

## 生涯
明応3年（1494年）、大内氏家臣である雑賀範治の子として生まれ、大内氏に仕える。
毛利元就の防長経略により弘治3年（1557年）4月に大内氏が滅亡すると、隆知は嫡男の隆利と共に毛利氏の家臣となった。
天正10年（1582年）6月18日に死去。享年89。嫡男の隆利が家督を相続している。